# Rezerwat przyrody Jelení bučina
Rezerwat przyrody Jelení bučina (cz. Přírodní rezervace Jelení bučina) – rezerwat przyrody, znajdujący się w paśmie górskim Wysokiego Jesionika (cz. Hrubý Jeseník), w północno-wschodnich Czechach, w Sudetach Wschodnich, na Śląsku, w pobliżu miejscowości Ludvíkov, w powiecie Bruntál, położony na zachodnim stoku góry Žárový vrch, oddalony o około 800 m na zachód od jego szczytu.

## Charakterystyka
Rezerwat znajduje się w obrębie wydzielonego obszaru objętego ochroną o nazwie Obszar Chronionego Krajobrazu Jesioniki (cz. Chráněná krajinná oblast (CHKO) Jeseníky), a utworzonego w celu ochrony utworów skalnych, ziemnych i roślinnych oraz rzadkich gatunków zwierząt, położony w części (mikroregionie) Wysokiego Jesionika o nazwie Masyw Orlíka (cz. Medvědská hornatina). Rezerwat przyrody Jelení bučina położony jest na wysokościach (712–930) m n.p.m. zachodniego stoku góry Žárový vrch i rozciąga się od doliny potoku Środkowa Opawa (cz. Střední Opava) ku drodze o nazwie (cz. Zámecká cesta) oraz ma powierzchnię 45,84 ha i 14,81 ha (dodatkowo) 50-metrowego pasma otuliny strefy ochronnej. W 2012 roku powierzchnia rezerwatu została powiększona o dolną część stoku zachodniego w pobliżu potoku Środkowa Opawa. Jest on położony w odległości około 5 km na północny wschód od szczytu góry Pradziad (cz. Praděd). Rezerwat został utworzony 14 grudnia 1990 roku w celu ochrony pierwotnego lasu mieszanego o dominującym drzewostanie bukowym oraz jego otoczenia flory i fauny. Na obszarze rezerwatu występuje szereg głazów i skalisk. Przez rezerwat nie poprowadzono żadnego szlaku turystycznego ani żadnej ścieżki dydaktycznej. Przebiega przez jego obszar m.in. ścieżka o nazwie (cz. U Ptačího Mlýna) na trasie Ptačí Mlýn – Sedlová chata. Z uwagi jednak na ochronę cennego ekosystemu przejście przez rezerwat oraz przebywanie na jego obszarze nie jest zalecane. 

### Flora
Z większych roślin (drzewostan) w rezerwacie występują tu m.in.: buk zwyczajny (łac. Fagus silvatica), klon jawor (Acer pseudoplatanus), klon zwyczajny (Acer platanoides), wiąz górski (Ulmus glabra) i świerk pospolity (Picea abies). W latach 80. XX wieku występowała tu również jodła pospolita (Abies alba), ale obecnie już jednak jej nie ma. Niektóre gatunki drzewostanu liczą sobie ponad 200 lat.
Z mniejszych roślin runa leśnego występują tu m.in. żywiec dziewięciolistny (Denteria enneaphyllos), kostrzewa leśna (Festuca altissima), czartawa drobna (Circaea alpina), prosownica rozpierzchła (Milium effusum), szczyr trwały (Mercurialis perennis), jęczmieniec zwyczajny (Hordelymus europaeus), czerniec gronkowy (Actaea spicata), bodziszek leśny (Geranium sylvaticum), bodziszek cuchnący (Geranium robertianum), sałatnik leśny (Mycelis muralis), szczawik zajęczy (Oxalis acetosella), wroniec widlasty (Huperzia selago) czy widłak jałowcowaty (Lycopodium annotinum). Znajduje się tu ponadto na rozkładających się i powywracanych butwiejących pniach drzew wiele gatunków grzybów i mchów. 
W 2004 roku prowadzono na obszarze rezerwatu badania briologiczne, które stwierdziły występowanie 97 gatunków mszaków z najcenniejszym i najważniejszym gatunkiem miechera (Neckera pennata). 

### Fauna
Rezerwat jest miejscem gniazdowania wielu gatunków zwierząt m.in. ptaków: muchołówki małej (Ficedula parva), drozda śpiewaka (Turdus philomelos), kowalika zwyczajnego (Sitta europaea) czy pleszki zwyczajnej (Phoenicurus phoenicurus). Ptaki te jak np. siniak (Columba oenas) czy muchołówka mała budują w pniach drzew (dziuplach) swoje gniazda . 
Na obszarze rezerwatu odkryto występowanie rzadkich gatunków m.in. chrząszczy. Występuje tu m.in. (Diacanthous undulatus) czy (Dendrophagus crenatus). Oba gatunki związane ze środowiskiem butwienia drewna wymienione są w czerwonej księdze gatunków zagrożonych, objętych ścisłą ochroną. Do większych zwierząt występujących w rezerwacie zalicza się tu m.in. jelenia szlachetnego (Cervus elaphus). 
Z kolei w 2010 roku prowadzono badania malakologiczne, które stwierdziły występowanie 38 gatunków mięczaków.